# Popricani (gmina)
Popricani – gmina w Rumunii, w okręgu Jassy. Obejmuje miejscowości Cârlig, Cotu Morii, Cuza Vodă, Moimești, Popricani, Rediu Mitropoliei, Țipilești, Vânători i Vulturi. W 2011 roku liczyła 7393 mieszkańców.